# Начальник военной полиции армии США
Начальник военной полиции армии США (англ. United States Army Provost Marshal General) — штабная должность армии США, назначенный на которую занимается расследованием правонарушений среди личного состава. Подчиняется начальнику штаба армии США. Эта должность объединяет все аспекты правоохранительной деятельности в армии США в одном офисе.

## История
Словосочетание «Provost Marshal» появилось в XIII веке в Англии: это было название должности одного из подчинённых графа-маршала.
Должность периодически появлялась с 1776 года (обычно в периоды военного времени). После закрытия в 1974 году в конце войны во Вьетнаме восстановлена 30 января 2003 года после терактов 11 сентября. Отвечает за Корпус военной полиции и Командование исправительных учреждений. До образования этой должности обязанности таковой были разбросаны по различным армейским подразделениям.